# Эдуард Фортунат (маркграф Баден-Бадена)
Эдуард Фортунат (нем. Eduard Fortunat; 17 сентября 1565, Лондон — 8 июня 1600, Кастеллаун) — маркграф Баден-Родемахерна и Баден-Бадена.

## Биография
Эдуард родился в Лондоне в семье Кристофа II, маркграфа Баден-Родемахерна и шведской принцессы Сесилии Вазы. Имя ему дала королева Англии Елизаветы I, которая была его крестной матерью. Свой первый год жизни он провёл во дворце Хэмптон-Корт, Англия.
Когда его отец умер в 1575 году, он стал маркграфом Баден-Родемахерна. Его опекун, герцог Вильгельм V Баварский, дал ему католическое воспитание, и в 1584 году он перешёл из лютеранства в католицизм, как и его мать до того. Вражда между католиками и протестантами разделила семью Эдуарда.
13 марта 1591 года в Брюсселе он заключил нецерковный брак с Марией ван Эйкен, дочерью губернатора Бреды Йоса Вандера Эйкена, с которой он обвенчался только 14 мая 1593 года, уже после того, как она родила ему дочь. У них было четверо детей, но отчасти из-за невысокого происхождения его жены они никогда не были признаны наследниками сменившим его Эрнстом Фридрихом, маркграфом из Баден-Дурлаха.
В 1587 году он навестил своих родственников в Швеции и сопровождал своего двоюродного брата Сигизмунда III Вазу, короля Речи Посполитой (а затем и короля Швеции), в Польшу, а в 1588 году он был назначен главой польских таможен и шахт. В том же году он унаследовал Баден-Баден, объединив его с Баден-Родемахерном. Однако он жестоко обращался с лютеранами и растратил ресурсы территории, а его брак и дети не получили одобрения родственников. Поэтому в 1594 году его родич Эрнст Фридрих, маркграф Баден-Дурлаха, взял на себя правление всего Баден-Бадена. Сыновья Эдуарда были восстановлены в правах только в 1622 году после битвы при Вимпфене, когда их католическая вера стала преимуществом.
Эдуард унаследовал долги от своих родителей и набрал ещё больше. Потеряв маркграфство, он жил в различных замках и пытался собрать деньги, занимаясь чеканкой, алхимией и с помощью чёрной магии пытался навредить Эрнсту Фридриху. Также он пытался отравить Эрнста Фридриха. Предположительно он соблазнил и стал причиной гибели дочери своего кастеляна в замке Ибург (теперь он разрушен и в развалинах обитает её призрак).
В 1597 году он был отправлен в Германию для вербовки наёмников от имени испанского правительства. В 1598 году он участвовал в попытке своего двоюродного брата Сигизмунда отобрать трон Швеции у своего дяди Карла IX и в битве при Стонгебру. Эдуард был схвачен и на короткое время заключён в тюрьму датчанами.
Он умер в 1600 году в замке Кастеллаун после падения с каменной лестницы, возможно будучи пьяным.

## Жена и дети
Эдуард был женат на Марии ван Эйкен (1571—1636). У них было трое сыновей и дочь:
- Анна Мария Лукреция (1592—1654)
- Вильгельм (1593—1677), наследовал отцу как маркграф Баден-Бадена
- Герман Фортунат (1595—1665), стал маркграфом Баден-Родемахерна
- Альбрехт Карл (1598—1626)